# Physiculus
Physiculus is een geslacht van straalvinnige vissen uit de familie van diepzeekabeljauwen (Moridae).

## Soorten
- Physiculus andriashevi Shcherbachev, 1993.
- Physiculus argyropastus Alcock, 1894.
- Physiculus beckeri Shcherbachev, 1993.
- Physiculus bertelseni Shcherbachev, 1993.
- Physiculus capensis (Gilchrist, 1922).
- Physiculus chigodarana Paulin, 1989.
- Physiculus coheni Paulin, 1989.
- Physiculus cyanostrophus Anderson & Tweddle, 2002.
- Physiculus cynodon Sazonov, 1987.
- Physiculus dalwigki Kaup, 1858.
- Physiculus fedorovi Shcherbachev, 1993.
- Physiculus fulvus Bean, 1884.Physiculus fulvus

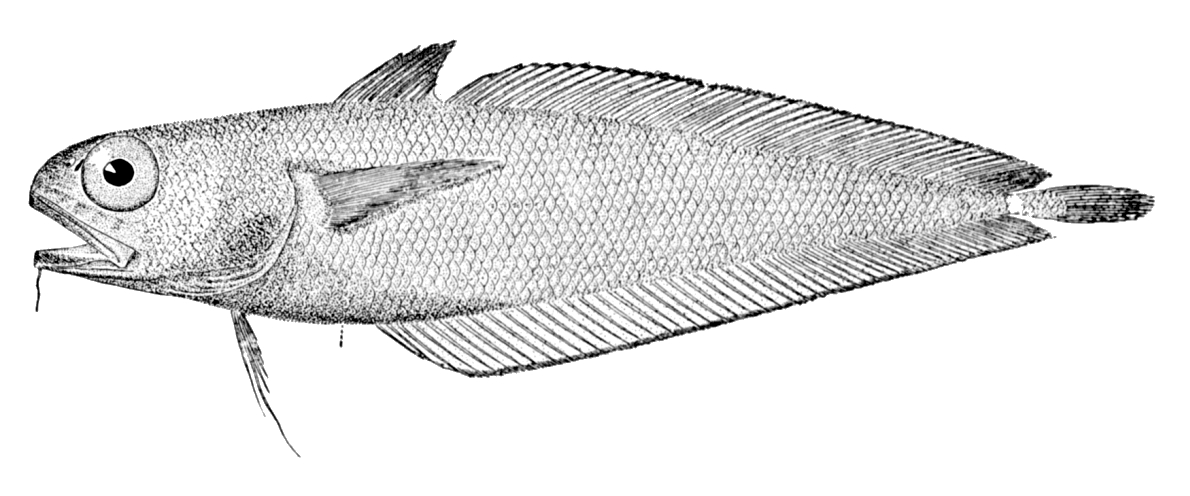
Physiculus fulvus

- Physiculus grinnelli Jordan & Jordan, 1922.
- Physiculus helenaensis Paulin, 1989.
- Physiculus hexacytus Parin, 1984.
- Physiculus huloti Poll, 1953.
- Physiculus japonicus Hilgendorf, 1879.
- Physiculus karrerae Paulin, 1989.
- Physiculus kaupi Poey, 1865.Physiculus kaupi

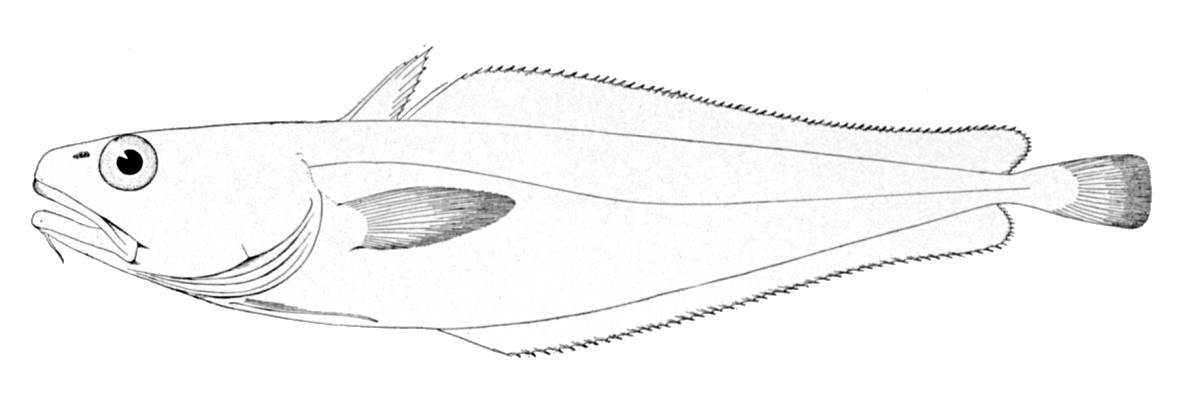
Physiculus kaupi

- Physiculus longicavis Parin, 1984.
- Physiculus longifilis Weber, 1913.
- Physiculus luminosus Paulin, 1983.
- Physiculus marisrubri Brüss, 1986.
- Physiculus maslowskii Trunov, 1991.
- Physiculus microbarbata Paulin & Matallanas, 1990.
- Physiculus natalensis (Gilchrist, 1922).
- Physiculus nematopus Gilbert, 1890.
- Physiculus nielseni Shcherbachev, 1993.
- Physiculus nigripinnis Okamura, 1982.
- Physiculus nigriscens Smith & Radcliffe, 1912.
- Physiculus normani Brüss, 1986.
- Physiculus parini Paulin, 1991.
- Physiculus peregrinus (Günther, 1872).
- Physiculus rastrelliger Gilbert, 1890.
- Physiculus rhodopinnis Okamura, 1982.
- Physiculus roseus Alcock, 1891.
- Physiculus sazonovi Paulin, 1991.
- Physiculus sterops Paulin, 1989.
- Physiculus sudanensis Paulin, 1989.
- Physiculus talarae Hildebrand & Barton, 1949.
- Physiculus therosideros Paulin, 1987.
- Physiculus yoshidae Okamura, 1982.